# Jayne McHugh
Jayne Marie McHugh (31 de maig de 1960) és una exjugadora de voleibol dels Estats Units. Va ser internacional amb la Selecció femenina de voleibol dels Estats Units, amb la qual va debutar en 1985. Va competir en els Jocs Olímpics d'Estiu de 1988 a Seül. Es va graduar en educació per la Universitat del Pacífic, on també va obtindre un màster en la mateixa disciplina. Va jugar com a professional en els San Jose Golddiggers. En 1989 va passar a formar part del cos tècnic de la Universitat del Pacífic, fins a 2005, quan va entrar en l'equip administratiu. És membre del Stockton Hall of Fame i del University of Pacific Sports Hall of Fame.